# 蓼轴黑粉菌
蓼轴黑粉菌（学名：Sphacelotheca hydropiperis）是属于黑粉菌目黑粉菌科轴黑粉菌属的一种真菌，寄生在蓼属植物上。该种分布于中国、日本、菲律宾、印度尼西亚、尼泊尔、印度、斯里兰卡、哈萨克斯坦、土库曼斯坦、阿塞拜疆、巴基斯坦、冰岛、丹麦、挪威、瑞典、芬兰、爱沙尼亚、立陶宛、俄罗斯、乌克兰、波兰、捷克、斯洛伐克、匈牙利、德国、奥地利、瑞士、英国、法国、意大利、南斯拉夫、罗马尼亚、埃塞俄比亚、澳大利亚、新西兰、巴布亚新几内亚、格陵兰、加拿大、美国、墨西哥、厄瓜多尔、巴西、智利、哥伦比亚、阿根廷等地。